# Halesus vittatus
Halesus vittatus là một loài Trichoptera trong họ Limnephilidae. Chúng phân bố ở miền Tân bắc.